# Naque-Nanuque
Naque-Nanuque, também conhecido como Naquinho, é um distrito do município brasileiro de Açucena, no interior do estado de Minas Gerais. Segundo o censo demográfico de 2022, realizado pelo Instituto Brasileiro de Geografia e Estatística (IBGE), sua população era de 1 098 habitantes e havia 425 domicílios particulares permanentes ocupados. Possui área de 90,01 km² conforme a Fundação João Pinheiro (FJP). Foi criado pela lei estadual nº 10.703 de 8 de outubro de 1982.
De acordo com o IBGE, em 2010 a população era de 1 421 habitantes e havia 604 domicílios particulares.